# Caja de Crédito de los Ingenieros
La Caja de Crédito de los Ingenieros, S.C.C. (marca comercial en español: Caja de Ingenieros; marca en catalán: Caixa Enginyers ) es una sociedad cooperativa de ahorro y crédito española.
Su origen se remonta a 1967, cuando fue fundada en Barcelona por un grupo de ingenieros. Pese a su nombre no se exige ser ingeniero para ser cliente, sino socio de una de las dos cooperativas de la entidad.
Adquirió notoriedad pública al decidir no sacar la sede social de Cataluña en la llamada fuga de empresas acontecida a raíz de la declaración unilateral de independencia de octubre de 2017.